# 1873 en chimie
Cet article présente les faits marquants de l'année 1873 en chimie.

## Évènements
- Jacobus Henricus van 't Hoff et Joseph Achille Le Bel développent de manière indépendante un modèle de liaison chimique pour expliquer les expériences de chiralité de Pasteur. Cette théorie fournit une cause physique à l'activité optique des composés chiraux[1].
- 14 juin : Johannes Diderik van der Waals soutient sa thèse de doctorat à l'Université de Leyde intitulée Over de continuiteit van den gas en vloeistoftiestand (De la continuité des états liquides et gazeux). Il expose son équation d'état ainsi que d’autres résultats sur la continuité du passage d'un état gazeux à un état liquide d’un corps[2].

## Naissances
- 15 février[3] : Hans Karl August Simon von Euler-Chelpin (mort en 1964), biochimiste suédois et prix nobel de chimie en 1929[4].
- 13 mai[5] : Henri Hérissey (mort en 1959), chimiste et pharmacien français.
- 8 octobre[6] : Ejnar Hertzsprung (mort en 1967), chimiste et astronome danois.
- 16 octobre : Lev Tschugaeff (mort en 1922), chimiste russe.
- 5 novembre[7] : Marc Tiffeneau (mort en 1945), chimiste, pharmacologiste et médecin français.

## Décès
- 10 mars[8] : John Torrey (né en 1796), médecin, chimiste et botaniste américain.
- 18 avril[9] : Justus von Liebig (né en 1803), chimiste allemand.
- 10 novembre[10] : Louis Le Chatelier (né en 1815), ingénieur et chimiste français.
- 28 novembre[11] : Otto Unverdorben (né en 1806), pharmacien allemand.